# Forêt de cajeput de Tra Su
La forêt de cajeput de Tra Su, en vietnamien Rừng tràm Trà Sư, est une forêt du Viêt Nam située dans le sud du pays, dans le delta du Mékong, non loin de la frontière avec le Cambodge. Zone dévastée et polluée au cours de la guerre du Viêt Nam, notamment par l'usage d'agent orange, des cajeputs y ont été replantés par le gouvernement et forment depuis une forêt partiellement inondée.

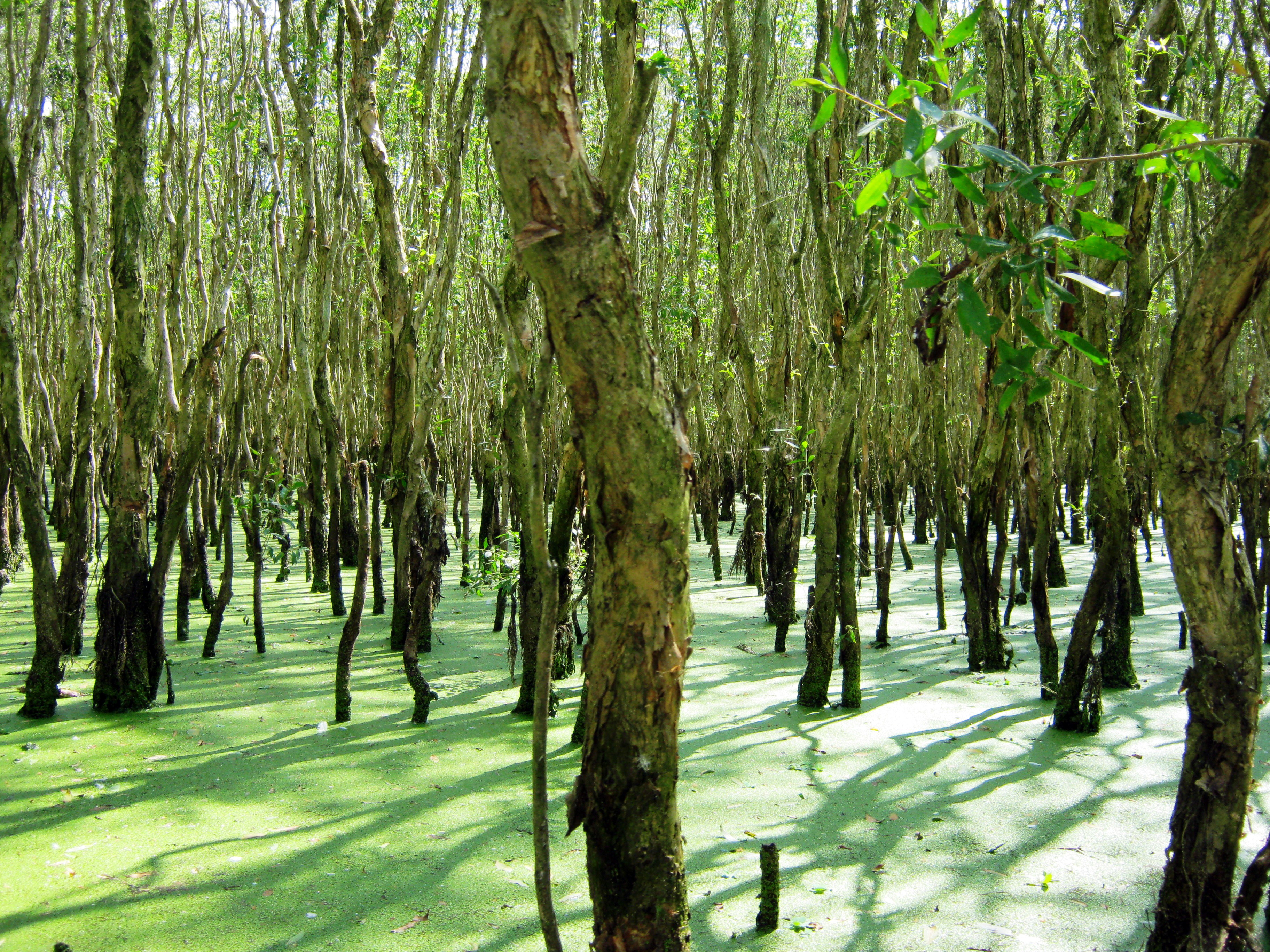
Vue des troncs inondés des cajeputs.